# Török Monika
Török Monika (Budapest, 1965. január 29. – Budapest, 2018. július 12.) magyar baloldali újságíró, író, tanár, költő, szerkesztő, könyvszerkesztő, forgatókönyvíró, blogger, a Huppa.hu c. portál alapító főszerkesztője.

## Életpályája, publicisztikája, oknyomozó riportjai
Korábban a Beszélőben, a régi Magyar Hírlapban, a 168 Órában, a Népszabadságban, a Népszavában, a Szabad Földben, az Amerikai Népszavában és az Anyák Lapjában publikált:
- Lyukasóra https://adtplus.arcanum.hu/hu/view/Beszelo_1992_2/?query=t%C3%B6r%C3%B6k%20monika%20besz%C3%A9l%C5%91&pg=577&layout=s
- Bérfagyasztó ... https://adtplus.arcanum.hu/hu/view/Beszelo_1992_2/?query=t%C3%B6r%C3%B6k%20monika&pg=503&layout=s
- Hidegen fújnak a szelek ... https://adtplus.arcanum.hu/hu/view/Beszelo_1991_1/?query=t%C3%B6r%C3%B6k%20monika&pg=328&layout=s
- A halhatatlan dobtanár https://www.szabadfold.hu/cikk?248%5B%5D
- Zsidó vagyok https://web.archive.org/web/20160810035427/http://nepszava.com/2012/11/velemeny/torok-monika-zsido-vagyok.html
- Vadászidény, válsághelyzet, szükségállapot https://www.nepszava.co/blogs/amerikai-nepszava/torok-monika-vadaszideny-valsaghelyzet-szuksegallapot%5B%5D

## Főbb művei, szerkesztői munkái, jelentősebb publikációi, interneten elérhető prózai írásai, forgatókönyvei
- Huppa.hu (alapító főszerkesztő)  http://huppa.hu/ Archiválva 2018. augusztus 25-i dátummal a Wayback Machine-ben
- A Huppa.hu hírei és sajtóválogatása a Facebookon https://www.facebook.com/huppahu/
- A nagy Ő ISBN 9789630619301[3]
- A hazai feminizmus fénykora (szerkesztő) https://nokert.hu/mon-20150928-1303/1357/501/hazai-feminizmus-fenykora-mozgalom-elozmenyei-es-kibontakozasa-szazadelon
- Kitüntetetten c. dokumentumfilm (forgatókönyvíró) https://port.hu/adatlap/film/tv/kituntetetten-kituntetetten/movie-41775
- Alagsor c. dokumentumfilm (forgatókönyvíró) https://port.hu/adatlap/film/tv/alagsor-down-and-out/movie-36869

## Blogok (feljegyzései), emlékoldala, videó- és hangfelvételei
- https://torokmonika.blog.hu/
- http://www.blogaszat.hu/search?q=feljegyz%C3%A9sek+1.
- https://www.facebook.com/monika.torok.77
- https://web.archive.org/web/20160706172219/http://www.meskonorbert.hu/media/

## Kéziratban maradt írásai
Haikuk (kéziratban)    https://terebess.hu/haiku/torokm.html

## Halála
Szele Tamás, a Huppa.hu újságírója így búcsúzott tőle:
... minimum ezer évre terveztük a lapot, mármint rossz olvasottság esetén. És akkor meghalsz nekem. A francba, micsoda közhely, a lapból kivágtad volna. Hogy néz ez ki? „Török Monika 1965-2018”? Mintha hallanám is a hangodat: „Szele kolléga, ez lap, nem sírköves!”